# Enaeta cumingii
Enaeta cumingii är en snäckart som först beskrevs av William John Broderip 1882.  Enaeta cumingii ingår i släktet Enaeta och familjen Volutidae. Inga underarter finns listade i Catalogue of Life.